# Maricopa (Kalifornia)
Maricopa – miasto w Stanach Zjednoczonych, w stanie Kalifornia, w hrabstwie Kern. Według spisu ludności przeprowadzonego przez United States Census Bureau, w roku 2010 miasto Maricopa miało 1154 mieszkańców.